# Нікітін Володимир Костянтинович
Володимир Костянтинович Нікітін (15 липня 1911, місце народження невідоме — 20 вересня 1992, Харків) — конструктор швидкісних автомобілів, рекордсмен світу та СРСР з автоперегонів, заслужений майстер спорту СРСР, наставник кількох поколінь автомобільних інженерів.

## Автобіографія

Меморіальна дошка на головному корпусі ХНАДУ

Практично немає вірогідних джерел, які розповідають про його життя і творчість.
Автобіографія, датована 1973 роком:

Я, Нікітін Володимир Костянтинович, росіянин, позапартійний, народився в липні 1911 року. Місце народження, як і батьків, не пам'ятаю, з дошкільного віку виховувався в дитячих будинках міст: Ростов-на-Дону, Баку, Харкова.
У 1926 році, після закінчення середньої школи в дитбудинку села Пересічне Харківської області, направлений у ФЗУ при Харківському паровозобудівному заводі — нині завод імені Малишева. У 1928 році після закінчення ФЗУ за спеціальністю «коваль» направлений
працювати на Старо-мерчикський меблевий комбінат, де освоїв ще одну спеціальність — різьбяр по дереву. На цьому комбінаті пропрацював до 1931 року.
У 1931 році перейшов працювати до Харкова, на будівництво Палацу культури залізничників, де пропрацював до 1933 року.
У 1933 році призваний до лав Червоної армії і прослужив до 1935 року. У 1935 році, демобілізувавшись, повернувся до Харкова і почав працювати на заводі «Гідропривід», спочатку різноробом, потім начальником центрального матеріального складу. З 1938 року почав працювати шофером, а невдовзі начальником транспортного цеху заводу.
У 1940 році перейшов працювати водієм в автобазу Харківського міського комітету партії, де пропрацював до осені 1941 року, тобто до евакуації міськкому партії в м. Куп'янськ. У Куп'янську, відмовившись від евакуації вглиб країни, пішов на фронт. В армії служив до закінчення війни 1945 року. Був поранений, контужений. Нагороджений багатьма урядовими нагородами. Весь час служби в Радянській армії був водієм.
Восени 1945 року демобілізувався, повернувся до Харкова і почав працювати технічним керівником тієї ж самої автобази ЦК КПРС — а з 1946 року її начальником.
На посаді начальника автобази почав займатися автомобільним спортом.
У 1952 році перейшов працювати в Харківський автомотоклуб, де займався реконструкцією та підготовкою рекордно-гоночного автомобіля «Харків-6» до встановлення світових рекордів швидкості.
У 1953 році, після встановлення ряду світових рекордів, був зарахований у штат Всесоюзного комітету у справах фізкультури та спорту при Раді міністрів СРСР, де працював до 1959 року.
У 1959 році перейшов працювати в Харківський автомобільно-дорожній інститут, де і працюю по цей час старшим механіком науково-дослідної групи проєктування швидкісних автомобілів.

За цей час створено шістнадцять унікальних автомобілів серії «ХАРКІВ» і «ХАДІ», на яких встановив 30 всесоюзних рекордів швидкості, з яких 9 перевищують світові. Самі автомобілі отримали світову популярність, а всередині країни численні нагороди на виставках і відзначені нагородами ЦК ЛКСМУ і ЦК ВЛКСМ, МВССП СРСР.

## Історична довідка
Автомобілі марки «Харків» і «ХАДІ», створені під керівництвом Володимира Нікітіна, набули міжнародної популярності.
Зокрема, автомобіль «Харків-5», створений В. К. Нікітіним у 1951 році, вперше в СРСР досяг швидкості понад 200 км/год, тим самим перевищивши неперевершений доти офіційний рекорд, встановлений ще в дореволюційній Росії.
«Харків-6» у грудні 1953 року поліпшив абсолютний рекорд швидкості Радянського союзу відразу на 50 км/год. В історії радянського рекордного автоспорту це найвище перевищення абсолютного рекорду швидкості; також на цьому автомобілі була досягнута найвища швидкість на дорогах загального користування в СРСР — 280,2 км/год.
«ХАДІ-3», побудований під керівництвом Володимира Нікітіна, занесений до Книги рекордів Гіннеса, як найменший рекордно-гоночний автомобіль у світі.
«ХАДІ-7» з газотурбінним двигуном зміг досягти в 1968 році швидкості 400 км/год.
Доля автомобіля «ХАДІ-9», розрахункова швидкість якого 1200 км/год (не досягнута), послужила сценарієм для художнього фільму «Швидкість», знятого на «Ленфільмі» в 1983 році.
«ХАДІ-11Э» був першим у Радянському союзі рекордним електромобілем.

## Нагороди
- За участь у німецько-радянській війні — десять урядових нагород, зокрема орден «Слави» третього ступеня.
- За професійні заняття автомобільним спортом: 37 різних почесних знаків і медалей, 116 дипломів і грамот.

## Пам'ять
Меморіальна дошка на будівлі головного корпусу ХНАДУ, встановлена 11 травня 2018.